# Bezirksklasse Pommern 1934/35
De Bezirksklasse Pommern 1934/35 was het tweede voetbalkampioenschap van de Bezirksklasse Pommern, het tweede niveau onder de Gauliga Pommern. De competitie werd in zes regionale groepen verdeeld, waarvan de kampioenen aan een promotie-eindronde deelnamen.

## Bezirksklasse

### Groep Mitte
| Plaats | Club                         | Wed.                                | W                                   | G                                   | V                                   | Saldo                               | Ptn.                                |
| ------ | ---------------------------- | ----------------------------------- | ----------------------------------- | ----------------------------------- | ----------------------------------- | ----------------------------------- | ----------------------------------- |
| 1.     | SC Blücher Gollnow           | 12                                  | 8                                   | 1                                   | 3                                   | 42:27                               | 17:07                               |
| 2.     | SC Viktoria Stargard         | 12                                  | 7                                   | 1                                   | 4                                   | 23:21                               | 15:09                               |
| 3.     | SC Labes                     | 12                                  | 6                                   | 2                                   | 4                                   | 40:23                               | 14:10                               |
| 4.     | SV Schivelbein               | 12                                  | 5                                   | 3                                   | 4                                   | 24:14                               | 13:11                               |
| 5.     | Stargarder SC                | 12                                  | 3                                   | 4                                   | 5                                   | 25:31                               | 10:14                               |
| 6.     | TSV Regenwalde               | 12                                  | 3                                   | 2                                   | 7                                   | 14:49                               | 08:16                               |
| 7.     | Dramburger SV 1913           | 12                                  | 3                                   | 1                                   | 8                                   | 20:43                               | 07:17                               |
| 8.     | MSV Keith-Gneisenau Stargard | Teruggetrokken voor competitiestart | Teruggetrokken voor competitiestart | Teruggetrokken voor competitiestart | Teruggetrokken voor competitiestart | Teruggetrokken voor competitiestart | Teruggetrokken voor competitiestart |

|  | Geplaatst voor promotie-eindronde |
|  | Degradatie                        |

### Groep Ost
Afdeling Kolberg-Köslin
| Plaats | Club                      | Wed.         | W            | G            | V            | Saldo        | Ptn.         |
| ------ | ------------------------- | ------------ | ------------ | ------------ | ------------ | ------------ | ------------ |
| 1.     | SV 1910 Kolberg           | 8            | 6            | 1            | 1            | 29:15        | 13:03        |
| 2.     | MSV Mackensen Greifenberg | 8            | 4            | 2            | 2            | 29:13        | 10:06        |
| 3.     | Kösliner SV Phönix        | 8            | 4            | 0            | 4            | 27:25        | 08:08        |
| 4.     | VfB 1911 Belgard          | 8            | 1            | 3            | 4            | 14:32        | 05:11        |
| 5.     | SC Hansa Kolberg          | 8            | 1            | 2            | 5            | 20:34        | 04:12        |
| 6.     | VfL 1933 Köslin           | Gefusioneerd | Gefusioneerd | Gefusioneerd | Gefusioneerd | Gefusioneerd | Gefusioneerd |

VfL Köslin fuseerde in januari 1935 met Kösliner SV Phönix, de club had op dat moment acht wedstrijden gespeeld, die geschrapt werden, de club won twee keer en verloor zes keer. 
|  | Geplaatst voor promotie-eindronde |
|  | Degradatie                        |

Afdeling Stolp
| Plaats | Club                   | Wed. | W | G | V | Saldo | Ptn.  |
| ------ | ---------------------- | ---- | - | - | - | ----- | ----- |
| 1.     | FC Pfeil Lauenburg     | 12   | 8 | 3 | 1 | 50:19 | 19:05 |
| 2.     | MSV Blücher Stolp      | 12   | 8 | 0 | 4 | 40:32 | 16:08 |
| 3.     | SV Fortuna Stolp       | 12   | 7 | 0 | 5 | 35:34 | 14:10 |
| 4.     | SpVgg Stern Stolp      | 12   | 5 | 2 | 5 | 31:23 | 12:12 |
| 5.     | Bütower SV 1916        | 12   | 5 | 1 | 6 | 30:29 | 11:13 |
| 6.     | SV Preußen Rummelsburg | 12   | 3 | 1 | 8 | 20:36 | 07:17 |
| 7.     | RSV Pfeil Schlawe      | 12   | 2 | 1 | 9 | 18:51 | 05:19 |

|  | Geplaatst voor promotie-eindronde |
|  | Degradatie                        |

### Groep Stettin
| Plaats | Club                      | Wed. | W | G | V | Saldo | Ptn.  |
| ------ | ------------------------- | ---- | - | - | - | ----- | ----- |
| 1.     | Swinemünder SC            | 12   | 9 | 1 | 2 | 43:24 | 19:05 |
| 2.     | MTV Pommerensdorf         | 12   | 8 | 0 | 4 | 43:22 | 16:08 |
| 3.     | SV Nordring Stettin       | 12   | 5 | 4 | 3 | 26:23 | 14:10 |
| 4.     | Züllchower SC             | 12   | 5 | 2 | 5 | 33:33 | 12:12 |
| 5.     | SC Blücher Stettin        | 12   | 2 | 4 | 6 | 21:22 | 08:16 |
| 6.     | SC Stettiner Rasenfreunde | 12   | 3 | 2 | 7 | 23:47 | 08:16 |
| 7.     | Pasewalker SC             | 12   | 2 | 3 | 7 | 17:35 | 07:17 |

|  | Geplaatst voor promotie-eindronde |
|  | Degradatie                        |

### Groep Süd
| Plaats | Club                     | Wed. | W | G | V | Saldo | Ptn.  |
| ------ | ------------------------ | ---- | - | - | - | ----- | ----- |
| 1.     | FC Viktoria Schneidemühl | 12   | 9 | 2 | 1 | 34:18 | 20:04 |
| 2.     | MSV Mackensen Neustettin | 12   | 6 | 5 | 1 | 50:16 | 17:07 |
| 3.     | SC Erika Schneidemühl    | 12   | 5 | 2 | 5 | 24:37 | 12:12 |
| 4.     | FC Germania Schneidemühl | 12   | 4 | 3 | 5 | 25:31 | 11:13 |
| 5.     | PSV Schneidemühl         | 12   | 5 | 1 | 6 | 20:37 | 11:13 |
| 6.     | SV Hellas Schönlanke     | 12   | 3 | 2 | 7 | 20:21 | 08:16 |
| 7.     | SC Germania Neustettin   | 12   | 2 | 1 | 9 | 21:34 | 05:19 |

|  | Geplaatst voor promotie-eindronde |
|  | Degradatie                        |

### Groep West
| Plaats | Club                     | Wed. | W  | G | V  | Saldo | Ptn.  |
| ------ | ------------------------ | ---- | -- | - | -- | ----- | ----- |
| 1.     | Graf Schwerin Greifswald | 14   | 11 | 1 | 2  | 66:30 | 23:05 |
| 2.     | Saßnitzer SC 1926        | 14   | 8  | 4 | 2  | 32:20 | 20:08 |
| 3.     | TSV 1860 Stralsund       | 14   | 8  | 2 | 4  | 37:26 | 18:10 |
| 4.     | SC Concordia Stralsund   | 14   | 4  | 6 | 4  | 28:36 | 14:14 |
| 5.     | SC Preußen Greifswald    | 14   | 5  | 3 | 6  | 38:42 | 13:15 |
| 6.     | Stralsunder SV 07        | 14   | 5  | 1 | 8  | 24:34 | 11:17 |
| 7.     | RTSV Germania Stralsund  | 14   | 3  | 1 | 10 | 29:42 | 07:21 |
| 8.     | Richtenberger SC         | 14   | 2  | 2 | 10 | 13:37 | 06:22 |

|  | Geplaatst voor promotie-eindronde |
|  | Degradatie                        |

## Promotie-eindronde

### Groep Oost
| Plaats | Club                     | Wed. | W | G | V | Saldo | Ptn.  |
| ------ | ------------------------ | ---- | - | - | - | ----- | ----- |
| 1.     | FC Pfeil Lauenburg       | 4    | 3 | 0 | 1 | 11:03 | 06:02 |
| 2.     | FC Viktoria Schneidemühl | 4    | 2 | 0 | 2 | 12:08 | 04:04 |
| 3.     | SV 1910 Kolberg          | 3    | 0 | 0 | 3 | 02:15 | 00:06 |

|  | Promotie naar Gauliga Pommern 1935/36 |

### Groep West
| Plaats | Club                     | Wed. | W | G | V | Saldo | Ptn.  |
| ------ | ------------------------ | ---- | - | - | - | ----- | ----- |
| 1.     | SC Blücher Gollnow       | 4    | 3 | 0 | 1 | 07:05 | 06:02 |
| 2.     | Graf Schwerin Greifswald | 4    | 3 | 0 | 1 | 14:13 | 06:02 |
| 3.     | Swinemünder SC           | 4    | 0 | 0 | 4 | 06:09 | 00:08 |

|  | Promotie naar Gauliga Pommern 1935/36 |